# بروس ال ادواردز
بروس ال ادواردز (انگلیسی: Bruce L. Edwards; ۵ سپتامبر ۱۹۵۲ – ۲۸ اکتبر ۲۰۱۵) روزنامه‌نگار اهل ایالات متحده آمریکا بود.
وی همچنین برندهٔ جوایزی همچون برنامه فولبرایت شده‌است.